# Yara Bader
Yara Bader (en árabe: يارا بدر) ), también conocida como Yara Badr, es una periodista y defensora de los derechos humanos siria. Dirige el Centro Sirio de Medios de Comunicación y Libertad de Expresión, fundado en Damasco en 2004, junto con su marido, el abogado y defensor de la libertad de expresión Mazen Darwish.
Organizaciones de derechos humanos como Human Rights Watch, IFEX y Amnistía Internacional han reconocido el trabajo de Bader en defensa de los detenidos en Siria, con el riesgo que ello comporta para su seguridad.
Desde 2015, después de ser forzados al exilio, Bader y Darwish se asentaron en Berlín, desde donde recorren el mundo contando sus experiencias y exigiendo justicia para la población siria.

## Activismo y detención
Como periodista y activista de derechos humanos, Bader trabaja exponiendo la detención y tortura de periodistas en la Siria devastada por la guerra. Ha sido particularmente activa en la denuncia de las detenciones de activistas y las vulneraciones de los derechos humanos cometidas por el régimen de Bashar al-Assad.
En febrero de 2012, fue detenida junto con otros 14 miembros del Centro Sirio de Medios de Comunicación y Libertad de Expresión, entre ellos el director y su marido Mazen Darwish, y la reconocida activista por los derechos humanos Razan Ghazzawi, durante una redada en sus oficinas por parte de las Fuerzas Aéreas Sirias. Algunos fueron liberados días después y, el 10 de mayo de 2012 fueron liberados ocho más, entre ellos Bader, con cargos de 'posesión de publicaciones prohibidas'. Darwish fue liberado en agosto de 2015 junto con sus compañeros Hussein Gharir y Hani al-Zitani.

## Reconocimientos
En 2015, Bader recibió el premio Alison Des Forges Award que entrega Human Rights Watch's al Activismo Extraordinario. El mismo año, durante el Día Mundial de la Libertad de Prensa, recogió en Letonia el Premio Mundial de la Libertad de Prensa Unesco - Guillermo Cano en nombre de su marido, Mazen Darwish. En 2012, ganó el premio Ilaria Alpi que reconoce el trabajo de mujeres periodistas.